# Хатта Азад Кхан
Хатта Азад Кхан (малайск. Hatta Azad Khan; р. 29 января 1952, Джертех, Тренгану) — малайзийский драматург, сценарист, режиссёр, актёр и педагог.

## Краткая биография
Окончил школу-интернат Туанку Абдул Рахмана в Ипо, а также отделение театра, коммуникации и изобразительного искусства Университета наук Малайзии. Работал тьютором в Национальном университете Малайзии (НУМ). В 1980 г. окончил магистратуру Университета Пердью (штат Индиана, США) по специальности «кино и театральная режиссура». Преподавал драму на кафедре малайской словесности в НУМ. В 1986 г. поступил в докторантуру Университета Нового Южного Уэльса (Австралия). В 1993—1997 был деканом факультета прикладного и декоративного искусства только что созданного Саравакского университета Малайзии (г. Кучинг). В 1998—2000 гг. работал директором Национальной академии искусства, в 2000—2005 гг. — генеральным директором Дворца культуры. В 2005—2011 гг. он — профессор и декан факультета креативной и артистической технологии Технологического университета МАРА, с 2011 г. — ректор Академии культуры, искусства и национального наследия.

## Творчество
В 1970-е гг. являлся членом движения «Дети природы (Малайзия)», писал и ставил свои пьесы. Среди наиболее популярных: «Марионетки», «Джебат», «Труп», «Стул», «Станция». Позднее написал сценарии нескольких мюзиклов («Земля, вода, огонь, ветер», «Куала-Лумпур», «Некуда идти», «Рам», «Новая деревня»).
В 1985 г. сделал на основе своей пьесы «Щ-щ-щ» сценарий и осуществил постановку телевизионного сериала «Пи Май Пи Май Танг Ту». В 1990 г. поставил первый фильм «Мат Сом» на основе комиксов того же названия Лата. Фильм получил награду за лучший сценарий на Кинофестивале Малайзии, участвовал в международных фестивалях в Токио, Бангалоре, Фукуоке, Тайбее, Джакарте, на Гавайях. В 2006 и 2011 гг. была показана театральная версия этого фильма.
Им поставлены также фильмы «Ваянг» (2008, также автор сценария), «Сценарий Асам Гарам» (2010), «Дневные близнецы» (2011). А в 2016 г. он выпустил документальный фильм «Невоспетый герой Мат Сентол». В конце 2019 г. приступил к постановке фильма-биографии «Махатхир: жизненный путь».

## Награды
- Главная литературная премия Малайзии (1984, 2006, 2008)[5]
- Награда за лучший сценарий фильма «Мат Сом» (1990, Кинофестиваль Малайзии)
- Литературная премия Юго-Восточной Азии (2008)[6].

## Публикации[7]

### Пьесы
- Patung-Patung. Kuala Lumpur: DBP, 1980 (второе издание ITBM, 2010).
- Nasib. Kuala Lumpur: DBP, 1987.
- 1400: Antologi Drama Kontemporari. Editor Rahmah Hj Bujang. Kuala Lumpur: DBP, 1987 (совместно с др.).
- Protest (Modern Malaysian Drama). Translater Solehah Ishak. Kuala Lumpur: DBP, 1992 (совместно с др.).
- Drama Pilihan Abad 20 Jilid 2. Kata Pengantar Mana Sikana. Kuala Lumpur: DBP, 2009 (совместно с др.).
- Syyy! Kuala Lumpur: DBP, 2013.
- Kumpulan Drama Dunia Belum Kiamat. Kuala Lumpur: DBP, 2013.
- Four Musical Theatres. Translators Solehah Ishak, Zakaria Ali. Kuala Lumpur: ITBM, 2014.
- OTG. Kuala Lumpur: DBP, 2015.

### Публицистика
- The Malay Cinema. Bangi: Universiti Kebangsaan Malaysia, 1997.
- Teater Filem Dan Pengurusan Seni. Kuala Lumpur: DBP, 2013.
- Kontemporari: Suara Anak Muda. Kuala Lumpur: Peanutzin, 2017 (совместно с др.).

## Фильмография

### Режиссёр
- 1985 — Pi Mai Pi Mai Tang Pu
- 1990 — Mat Som
- 2008 — Wayang
- 2010 — Senario Asam Garam
- 2011 — Kembar Siang

### Сценарист
- 1985 — Pi Mai Pi Mai Tang Pu
- 1990 — Mar Som
- 2008 — Wayang

### Актёр
- 2019 — Hala 3 (Arts Entertainment, Endeavor Content, Overbrook Entertainment, USA)